# ヨハネスベルク (バイエルン)
ヨハネスベルク (ドイツ語: Johannesberg) は、ドイツ連邦共和国バイエルン州ウンターフランケン行政管区のアシャッフェンブルク郡に属す町村（以下、本項では便宜上「町」と記述する）である。

## 地理

### 位置
ヨハネスベルクは、バイエリッシャー・ウンターマインに位置し、アシャッフェンブルクから約 10 km の距離にある。聖ヨハネス・エントハウプトゥング教会が海抜 367 m のヨハネスベルク山頂にある。町内を州道 2309号線が通っている。

### 自治体の構成
本町は、町区 (Ortsteil) と一致する以下の 5つの地区 (Gemarkung) で構成されている（括弧内は2014年12月31日現在の人口）。これは7つの集落 (Ort) に分けられる。
- ブロインスベルク (552)
- ヨハネスベルク (1,110)
- オーバーアッファーバッハ (1,446)
  - ハーゲルホーフ
- リュッカースバッハ (507)
  - シュテルンベルク
- シュタインバッハ (628)

### 隣接する市町村
ヨハネスベルクは、北はメムブリス、東はヘスバッハ、南東はゴルトバッハおよびグラットバッハ、南はアシャッフェンブルク、南西はマインアシャッフ、西はクラインオストハイムおよびカールシュタイン・アム・マイン、北西はアルツェナウと境を接している。隣接する市町村は、郡独立市のアシャッフェンブルクを除き、いずれもアシャッフェンブルク郡に属している。

## 地名

### 語源
ヨハネスベルクという名称は、山頂に築かれた洗礼者聖ヨハネ教会（現在の聖ヨハネス・エントハウプトゥング教会）に由来する。地元ではこの町は「ゲーオンスベルフ」(Gehonnsberch) と呼ばれる。

### 歴史的表記
様々な史料や文献に記録されたこの集落の表記は以下の通りである:
- 1513年 Johannesberg
- 1532年 Johans Berg
- 1625年 Johannisberg
- 1805年 Johannesberg

## 歴史
1200年から1300年までの間に、ヨハネスベルクに最初のロマネスク教会が建設された。この教会は、山の教会としてオーバーアッファーバッハの郊外に建設された。ここは1818年にはまだ、オーバーアフホルダースバッハ (Oberaffholdersbach) と呼ばれていた。1351年にラウエンタールが初めて文献に記録された。アシャッフェンブルク修道院は、ヨハネスベルクの山頂付近を1440年にレーエンとして獲得した。
ハウプト通り8番地の旧司祭館は、1550年に初めて記録されている。リーネック伯フィリップの死により、この家系は1559年に断絶し、シュペッサルト周辺の領主権はマインツ大司教が獲得した。1662年、マインツ選帝侯は6歳から12歳までのすべての子供に学校へ行くことを奨励した。
1743年、オーストリア継承戦争に伴うデッティンゲンの戦いでイングランド軍がヨハネスベルクの教会を破壊した。教会は1768年春に新たに、以前より大きく再建された。完成したのは1774年であった。
1862年7月1日にベツィルクスアムト・アシャッフェンブルクが創設され、ヨハネスベルクはその管理下に置かれた。1939年にドイツ国全体で「ラントクライス」（郡）という呼称が採用され、ヨハネスベルクは旧アシャッフェンブルク郡を構成する33市町村の1つとなった（この旧郡は、1972年7月1日にアルツェナウ・イン・ウンターフランケン郡と統合され新たなアシャッフェンブルク郡となった）。1945年、アメリカ合衆国軍がオーバーアッファーバッハとヨハネスベルク、さらにマインアシャフ、ラウファッハ、ゴルトバッハを占領した。
1976年にヨハネスベルクとグラットバッハによって創設されたラウエンタール行政共同体は、1994年に廃止された。ヨハネスベルクは再び独立した自治体として単独で行政を行うこととなった。
ヨハネスベルクとフランス、カルヴァドス県のVal Orne-Ajon（行政共同体）との間で1990年に公式な姉妹自治体協定が締結された。この共同自治体にはアヴネ、アミエ＝シュル＝オルヌ、マイゼ、モンティニー、プレオー＝ボカージュ、メゾンセル＝シュル＝アジョン、サン＝トノリーヌ＝デュ＝フェイ、ヴァコーニュ＝ヌイイ が参加していた。1996年5月18日に トロワ＝モン がこれに加わった。
ヨハネスベルク町は2000年に800周年祭を挙行した。

### 町村合併
地域再編に伴って、自由意思フェーズの1972年7月1日にそれまで独立した自治体であったブロインスベルク、ヨハネスベルク、オーバーアッファーバッハ、リュッカースバッハが合併し、「ヨハネスベルク」という名の新たな自治体が形成された。ヨハネスベルクとグラットバッハは、1976年にラウエンタール行政共同体を発足させた。ウンターフランケン行政管区当局の決定によりラウエンタールの一部、人口約 10人の飛び地が1976年7月1日にヨハネスベルクおよびグラットバッハから分離された。シュタインバッハは自由意思フェーズ終了後の1978年1月1日にヨハネスベルクに合併された。

## 行政

### 議会
ヨハネスベルクの町議会は 16議席で構成される。

### 首長
第二次世界大戦後のヨハネスベルクの首長を列記する。
- 1945年 - 1949年　フェルディナント・シュタットミュラー
- 1948年 - 1956年　アウグスト・アイザート
- 1956年 - 1962年　アントン・クラウス
- 1962年 - 1983年　アロイス・ハイン
- 1984年 - 2008年　ミヒャエル・ロスナー
- 2008年6月15日以降　ペーター・ツェングライン

### 紋章
図柄: 基部は赤の三峰の山で、その中に6本スポークの輪が描かれている。主部は銀地に青の斜め波帯（向かって右上から左下）。それに重ねて斜め下向きの青い剣（向かって左上から右下）。
紋章の歴史: 町の教区教会の守護聖人（首を切られたヨハネ＝洗礼者聖ヨハネ）を剣によって表している。この聖人は町の名前にもなっている。何世紀にもわたって町の一部がマインツ選帝侯領であったことがマインツの輪によって象徴されている。三峰の山は、この町のヨハネスベルク、ブロインスベルク、シュテルンベルク地区がシュペッサルト山地の前山に位置する地理的環境を示しており、青の波帯はオーバーアッファーバッハ、シュタインバッハ、リュッカースバッハを流れる小川を表現している。
この紋章は、町の決定とウンターフランケン行政管区当局の認可を受けた後、1976年3月22日から用いられている。

### 姉妹自治体
- この町は、カルバドス県 I.C.L. Val Orne-Ajon 行政共同体に属す8つの自治体 アヴネ（フランス語版、英語版）、アミエ＝シュル＝オルヌ（フランス語版、英語版）、マイゼ（フランス語版、英語版）、モンティニー（フランス語版、英語版）、プレオー＝ボカージュ（フランス語版、英語版）、メゾンセル＝シュル＝アジョン、サン＝トノリーヌ＝デュ＝フェイ（フランス語版、英語版）、ヴァコーニュ＝ヌイイ（フランス語版、英語版） と1990年から姉妹自治体となっている[10]。

## 文化と見所

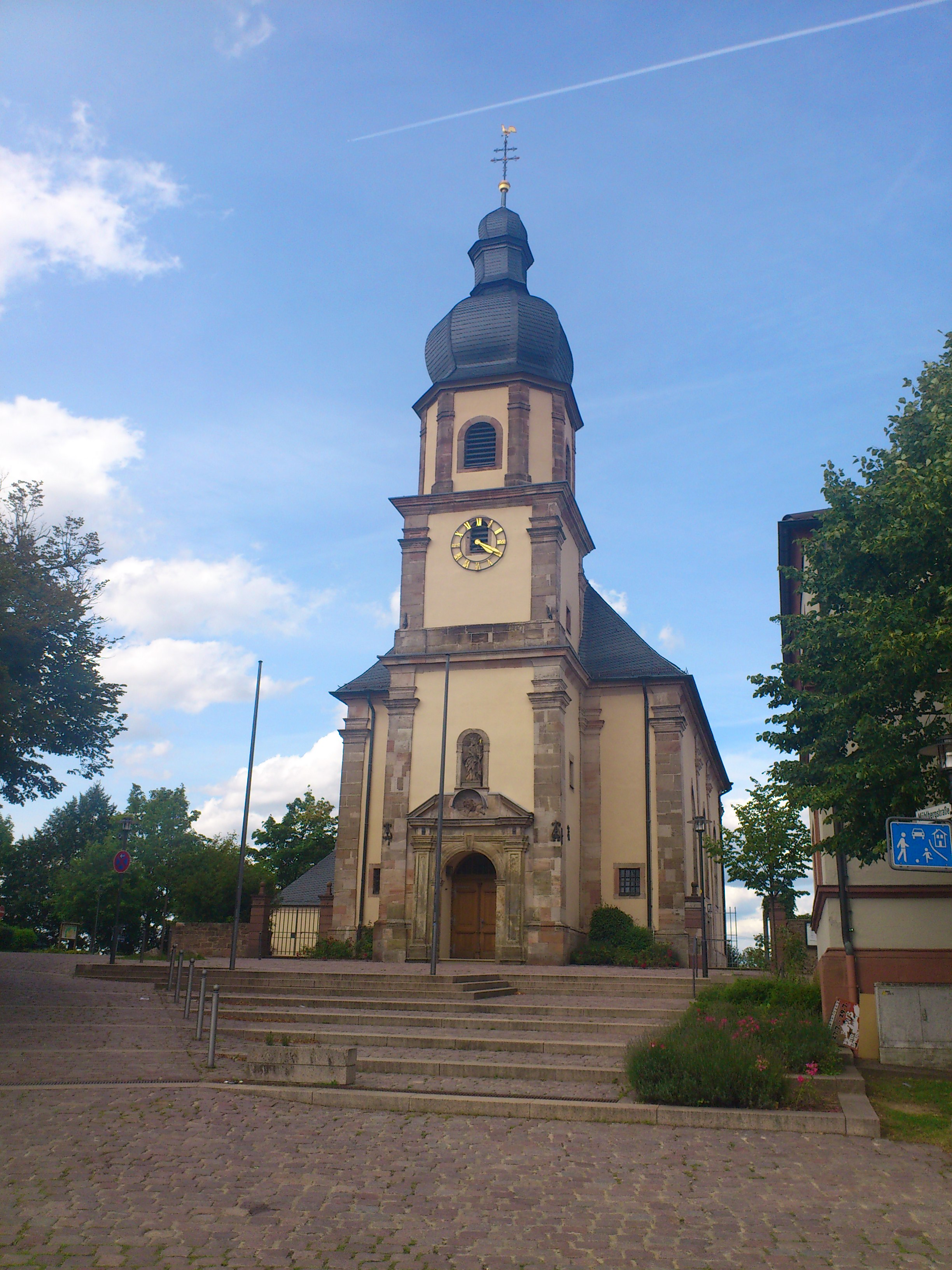
聖ヨハネ・エントハウプトゥング教会

カトリックの教区教会聖ヨハネス・エントハウプトゥング教会は1769年から山の斜面に建っている。とても珍しいティトゥラーフェストはこの教会の世俗から隔絶した立地にふさわしい。ここからは、全方向に何 km も先までの眺望が得られる。このカトリック教区教会は、毎年、洗礼者聖ヨハネの日にあたる8月29日に、この守護聖人の受難に祈りを捧げている。

### イベント
- ミュールベルクフェスト: ドイツ全土から約 2,000人の観客が訪れる音楽祭で、バナナフィッシュボーンズ、ABCD、ロートガウ・モノトーンズ、プーア（ドイツ語版、英語版）、カシュマ・ホーディー、ボッピン'B、ザ・ボーンズといったバンドが参加した。特別なアトラクションはヨハネスベルク音楽協会が参加する日曜日の朝のパーティーがある[11]。

## 経済と社会資本
1999年の町税収入は、189万2000ユーロで、このうち 16万ユーロが営業税収入である。

### 交通
アシャッフェンブルクへ向かう北部連絡道路がヨハネスベルクを通っている。この町は通り抜け交通の町であり、カールグルントの各方面へ向かう道路が通っている。このため、特に主要道路では騒音公害が悪化していた。調査の結果、日によっては、1日1万台近くの自動車がヨハネスベルクを通過していることが分かった。しかし、たとえば 30 km/hr 制限ゾーンを設けるなどといった騒音対策措置は許可されなかった。州道 St 2309号線周辺の幹線道路付近では州のすべての法律が行使されている。
この他にフランクフルト空港の継続的な拡張に伴って、ヨハネスベルクでは航空機による騒音問題も深刻さを増している。これに関する住民運動が活発化している。

## 人物

### 出身者
- アルフォンス・ゴッペル（ドイツ語版、英語版）（1905年 - 1991年）バイエルン州首相（1962年 - 1978年）

## 引用
1. ↑  https://www.statistikdaten.bayern.de/genesis/online?operation=result&code=12411-003r&leerzeilen=false&language=de Genesis-Online-Datenbank des Bayerischen Landesamtes für Statistik Tabelle 12411-003r Fortschreibung des Bevölkerungsstandes: Gemeinden, Stichtag (Einwohnerzahlen auf Grundlage des Zensus 2011)
2. ↑  Johannesberg - Daten und Fakten（2015年10月17日 閲覧）
3. ↑  Bayerische Landesbibliothek Online - Johannesberg（2015年10月17日 閲覧）
4. 1 2  Wolf-Armin Frhr. v. Reitzenstein: Lexikon fränkischer Ortsnamen. Herkunft und Bedeutung. C.H.Beck, München 2009, ISBN 978-3-406-59131-0, S. 113.
5. ↑  Konrad Dahl: Geschichte und Beschreibung der Stadt Aschaffenburg, des vormaligen Klosters Schmerlenbach und des Spessart. Darmstadt 1818. Seite 266. Affolter=Affholder= mittelhochdeutsch und bedeutet Apfel.
6. ↑  Wilhelm Volkert (Hrsg.): Handbuch der bayerischen Ämter, Gemeinden und Gerichte 1799–1980. C.H.Beck’sche Verlagsbuchhandlung, München 1983, ISBN 3-406-09669-7, S. 422.
7. ↑  Statistisches Bundesamt (Hrsg.): Historisches Gemeindeverzeichnis für die Bundesrepublik Deutschland. Namens-, Grenz- und Schlüsselnummernänderungen bei Gemeinden, Kreisen und Regierungsbezirken vom 27. 5. 1970 bis 31. 12. 1982. W. Kohlhammer GmbH, Stuttgart und Mainz 1983, ISBN 3-17-003263-1, S. 736.
8. ↑  バイエルン州統計局 - 地方選挙結果（2015年10月17日 閲覧）
9. ↑  Bayerns Gemeinden - Gemeinde Johannesberg（2015年10月17日 閲覧）
10. ↑  Johannesberg - Partnerschaftskomitee Gemeinde Johannesberg Val Orne-Ajon（2015年10月17日 閲覧）
11. ↑  Mühlbergfest Johannesberg（2015年10月17日 閲覧）

## 訳注
1. ↑  エントハウプトゥング (Enthauptung) は「断頭」を意味し、（サロメに）首を切られたヨハネ、つまり洗礼者ヨハネを意味する